# Un assassin qui passe
Pour plus de détails, voir Fiche technique et Distribution.
Un assassin qui passe est un film à suspense français réalisé par Michel Vianey, sorti en 1981.

## Synopsis
Jacques, un employé de banque solitaire que l'indifférence des femmes a transformé en assassin psychotique, est traqué par un policier qui le comprend au point de s'identifier à lui et de prévoir ses réactions. Mais ces deux hommes souffrent de solitude et sont amoureux de la même femme, une actrice, la séduisante Pauline Klein. Leurs destinées convergent fatalement…

## Fiche technique
- Titre original : Un assassin qui passe
- Réalisation : Michel Vianey
- Scénario : Michel Vianey
- Décors : Patrice Renault
- Costumes : Dorothée Nonn
- Photographie : Bruno Nuytten
- Musique : Jean-Pierre Mas
- Montage : Sophie Cornu, Armand Psenny
- Production : Yves Gasser, Daniel Messère
- Sociétés de production : Zénith Production
- Sociétés de distribution : S.N. Prodis, Taurus Video
- Pays de production :  France
- Langue : Français
- Format : Couleur (Technicolor) - 1.66 : 1 – 35 mm — Dolby SR, LC-Concept Digital Sound (France)
- Genre : drame, thriller
- Durée : 113 minutes
- Dates de sortie en salles : 
  - France : 8 avril 1981
- Classification : 
  - France Interdit aux moins de 16 ans

## Distribution
- Jean-Louis Trintignant : Ravic
- Carole Laure : Pauline Klein
- Richard Berry : Jacques
- Féodor Atkine : Fontaine
- Jeanne Goupil : la prostituée
- Roland Bertin : L'homosexuel
- Béatrice Camurat : Alice, l'amie de Ravic
- Didier Flamand : Edouard, l'ami de Pauline
- Jean-Pierre Sentier : Laurent
- Jean-Louis Fortuit : Ferreri
- Nathalie Guérin : La serveuse
- Alain Bertheau : Le suspect
- Christine Datnowsky : L'employée de bureau
- Amélie Prévost : La droguée
- Jean-Paul Muel : Le chef de service
- Malène Sveinbjornsson : La fillette au violon
- Anne Roussel : La fille au tourniquet du métro